# Ulin (mijanka)
Ulin (ros. Улин) – mijanka i przystanek kolejowy w rejonie zapadnodwińskim, w obwodzie twerskim, w Rosji. Położona jest na linii Moskwa - Siebież, w oddaleniu od skupisk ludzkich. Najbliższą miejscowością jest Ulin.